# مسييه 52

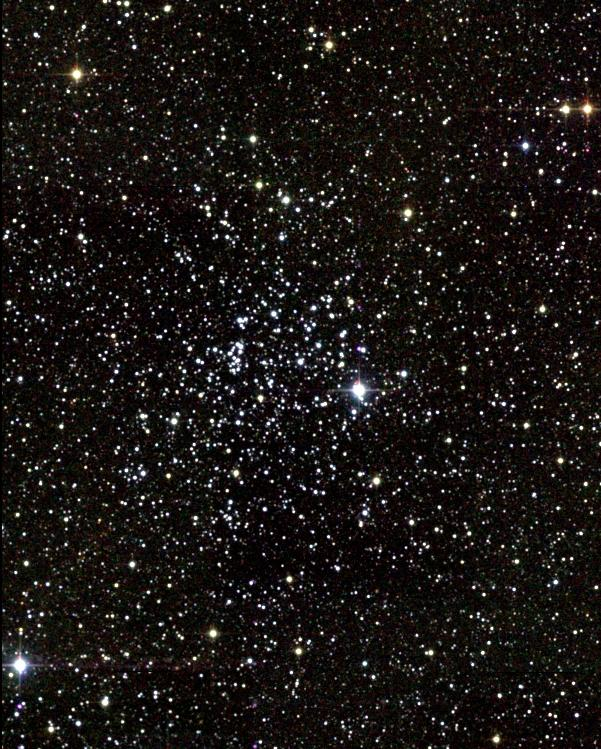

مسييه 52 أو م52 (بالإنجليزية: Messier 52 أوM 52 أو NGC 7654 ) هو تجمع نجمي مفتوح يوجد في كوكبة ذات الكرسي Cassiopaja . اكتشفه الفلكي الفرنسي شارل مسييه عام 1774 واضافه إلى قائمة فهرسه المعروف باسمه فهرس مسييه عن المذنبات تحت رقم 52 .ويمكن رؤية هذا التجمع بواسطة نظارة مقربة.
يبعد التجمع مسييه 52 عن الأرض نحو 5000 سنة ضوئية ويبلغ سطوعه نحو 3و7 قدر ظاهري ولهذا تسهل مشاهدته من الأرض بواسطة نظارة مقربة وأسطع نجم فيه 7و7 قدر ظاهري ، كما يبلغ اتساعة أو حجمه في السماء نحو 13 دقيقة قوسية وهي تعادل 19 سنة ضوئية.

## اقرأ أيضا
- سديم الفقاعة
- مجرة حلزونية
- مجرة
- قزم أبيض
- عملاق أحمر
- نجم
- مجرة إهليجية
- الانفجار العظيم
- خط زمني للانفجار العظيم
- نجم نيوتروني
- ثقب أسود

## وصلات خارجية
- موقع الكون